# Amsterdam (Missouri)
Amsterdam – miasto w Stanach Zjednoczonych, w zachodniej części stanu Missouri. Liczba mieszkańców w 2000 roku wynosiła 281.

## Historia miasta
Amsterdam został założony w 1891 r. Nazwa miasta pochodzi od Amsterdamu, czyli stolicy Holandii Arthur Stilwell, dyrektor kolei z początku XX w., wybrał to miasto, ponieważ w stolicy Holandii znajdowała się firma ważnego finansisty kolejowego, Jana de Goeijen. Od 1892 r. w Amsterdamie działa poczta.